# Viertelgescheid
Das Viertelgescheid war ein kleines deutsches Volumen- und Getreidemaß in Hessen-Homburg und der Freien Stadt Frankfurt am Main. Das Maß war der vierte Teil des Gescheid und entsprach dem Mäßchen. Das Maß durfte auch in Achtelgescheid/halbe Viertelgescheid geteilt werden. Die unterschiedliche Größe des Malters hatte auf das kleine Maß Auswirkungen. Ausnahme machte auch das Gescheid in Limburg an der Lahn. Der Malter wurde in dieser Region anders geteilt und das Viertelgescheid war ausnahmsweise der 96zigte Teil vom Malter (12 Simmer mit je 8 Gescheid) 
- 1 Viertelgescheid =  0,448 Liter (Beispiel)
- 1 Gescheid = 4 Viertelgescheid = etwa zwischen 1,7 und 2 Liter

Die Maßkette ab Malter war
- 1 Malter/Achtel = 4 Simmer = 8 Meste = 16 Sechter = 64 Gescheid = 256 Viertelgescheid = 5784 Pariser Kubikzoll = 114,74 Liter (Beispiel)